# Home (canción de Michael Bublé)
«Home» es un sencillo original del músico canadiense Michael Bublé tomado de su álbum que llegó al número uno It's Time. La canción ha tenido una buena recepción por parte del público en todo el mundo. La canción describe un estado melancólico al estar lejos de casa y lejos de la mujer que se ama. La canción fue escrita por Bublé, Alan Chang y Amy Foster-Gillies.

## Posición en las listas
Sencillos
| Año  | Lista              | Posición |
| ---- | ------------------ | -------- |
| 2005 | Adult Contemporary | 1        |
| 2005 | Adult Top 40       | 24       |
| 2005 | Pop 100            | 55       |
| 2005 | Billboard Hot 100  | 72       |
| 2005 | UK Singles Chart   | 31       |

## Versión de Westlife
Westlife lanzó una versión de la canción "Home" como primer sencillo de su noveno álbum de estudio, Back Home. La versión de Westlife es un poco diferente en su lírica en comparación con la de Michael Bublé. Simon Cowell eligió esta canción para la banda.
Un breve fragmento de la grabación de pista fue utilizada en un episodio de X Factor y fue la primera vez en ser emitida. La emisora de radio local, Dublin's Q102, recibió el sencillo de parte del mánager de Westlife, Louis Walsh, de manera exclusiva para ser emitido el 14 de septiembre de 2007.
La carátula oficial del sencillo fue lanzada el 28 de septiembre de 2007, y el video musical estuvo disponible en línea el 5 de octubre de 2007.
La canción se posicionó en el n.º 91 en los Top 100 Hits de 2007 de MTV Asia. El sencillo vendió 150.000 copias en el Reino Unido solamente alcanzando n.º 3 en las listas de sencillos.

### Posición en las listas
| País / Lista               | Posición más alta |
| -------------------------- | ----------------- |
| Mundial                    | 24                |
| Europeos                   | 11                |
| Difusión Europa            | 67                |
| Euro 200                   | 16                |
| Búlgara                    | 23                |
| Chile 100 Singles          | 7                 |
| Irlandés                   | 2                 |
| Lista de sencillos Noruega | 7                 |
| Lista de sencillos Sueca   | 8                 |
| Taiwán                     | 2                 |
| Reino Unido                | 3                 |

## Canciones

### CD1
1. «Home» (Single Mix)
2. «Hard to Say I'm Sorry»

### CD2
1. «Home» (Single Mix)
2. «Total Eclipse of the Heart» (Sunset Strippers Full Dance Mix)
3. «Home» (Soul Seekerz Remix - Radio Edit)

## Vídeo musical
El vídeo para este sencillo fue grabado en Los Ángeles, California, y algunas partes en Reino Unido. Un pequeño vistazo del vídeo fue colocado en la página oficial de la banda, el 5 de octubre del 2007. El vídeo completo estuvo disponible durante la parte final del día, en un canal de Reino Unido, The Box. Fue dirigido por Mike Lipscombe y detrás de la banda en el vídeo muestra al avión Boeing 747 con escenas de sus seres queridos en el aeropuerto.

## Versión de Leon Jackson
Interpretó la canción en el escenario del Wembley Arena (4 de diciembre de 2007), Leon lanzó esta canción en un B-Side de Canciones de Navidad, "When You Believe", ganando X-Factor ese año.

## Versión de Blake Shelton
Blake Shelton, un músico country, lanzó una versión de esta canción el 1 de febrero de 2008. Esta canción estuvo en la lista Hot Country Songs de Billboard, alcanzando el nº60 en al semana del 12 de febrero de 2008. Fue incluido en la nueva edición del álbum Pure BS (de 2007), en junio de 2008 y Blake Shelton Collector's Edition, un EP que estaba sólo disponible en Wal-Mart. La canción tuvo otra armonía vocal ya que es interpretada junto a la cantante Miranda Lambert, quien fue esposa de Shelton.

### Posición en las listas
| Lista                               | Posición más alta |
| ----------------------------------- | ----------------- |
| EE. UU. Billboard Hot Country Songs | 1                 |
| EE. UU. Billboard Hot 100           | 41                |

## Versión de Shane Hampsheir
Shane Hampsheir, es un músico de Jazz y Swing, que realizó su propia versión de la canción el 27 de diciembre de 2007. La versión de Hapsheir aparece en el álbum de Universal Records, You Raise Me Up - 2008, lanzado en 2008 en el Reino Unido.